# Digama intermedia
Digama intermedia là một loài bướm đêm thuộc phân họ Arctiinae, họ Erebidae.